# Ole Petter Pollen
Ole Petter Pollen (Rygge, 16 de septiembre de 1966) es un deportista noruego que compitió en vela en las clases Europe y Flying Dutchman. 
Participó en dos Juegos Olímpicos de Verano, obteniendo una medalla de plata en Seúl 1988, en la clase Flying Dutchman (junto con Erik Bjørkum), y el séptimo lugar en Barcelona 1992.
Ganó una medalla de bronce en el Campeonato Mundial de Flying Dutchman de 1988 y una medalla de plata en el Campeonato Europeo de Flying Dutchman de 1988. Además, obtuvo una medalla de oro en el Campeonato Mundial de Europe de 1985.

## Palmarés internacional
| Campeonato Mundial | Campeonato Mundial | Campeonato Mundial | Campeonato Mundial |
| Año                | Lugar              | Medalla            | Clase              |
| ------------------ | ------------------ | ------------------ | ------------------ |
| 1985               | Tønsberg (Noruega) | Medalla de oro     | Europe             |

| Juegos Olímpicos   | Juegos Olímpicos           | Juegos Olímpicos  | Juegos Olímpicos |
| Año                | Lugar                      | Medalla           | Clase            |
| ------------------ | -------------------------- | ----------------- | ---------------- |
| 1988               | Seúl (Corea del Sur)       | Medalla de plata  | Flying Dutchman  |
| Campeonato Mundial |                            |                   |                  |
| Año                | Lugar                      | Medalla           | Clase            |
| 1989               | Alassio (Italia)           | Medalla de bronce | Flying Dutchman  |
| Campeonato Europeo |                            |                   |                  |
| Año                | Lugar                      | Medalla           | Clase            |
| 1988               | Palma de Mallorca (España) | Medalla de plata  | Flying Dutchman  |